# Vyborgs län
Vyborgs len (finsk: Viipurin lääni) er et historisk len i Finland. Lenet eksisterede i tidsrummet 1812-1945. Før 1811 udgjorde lenet størstedelen af Vyborgs guvernement i Rusland.
Ved freden i Nystad 1721 måtte Sverige afstå Det karelske næs og Ladoga-Karelen til Rusland. Ved freden i Åbo 1743 måtte Sverige tillige afstå alt land øst for Kymmene älv til Rusland. Disse områder i Rusland udgjorde frem til 1811 Vyborgs guvernement. Da hele Finland blev afstået til Rusland i 1809, blev Vyborgs guvernement genforenet med Finland i 1811 og udgjorde fra 1812 Vyborgs len i Finland. Byer i Vyborgs len var Vyborg (Viipuri), Fredrikshamn (Hamina), Kotka, Villmanstrand (Lappeenranta), Kexholm (Käkisalmi) og Sortavala (Sortavala). Byen Nyslott (Savonlinna), som også havde tilhørt Vyborgs guvernement, blev overført til det i 1831 oprettede Sankt Michels len.
Efter vinterkrigen 1939-1940 blev størstedelen af Vyborgs len med byerne Vyborg, Kexholm og Sortavala afstået til Sovjetunionen. Området blev generobret af Finland i fortsættelseskrigen 1941-1944 men på ny afstået til Sovjetunionen i 1944. Landafståelsen blev stadfæstet ved fredsaftalerne i Paris 1947. De over 400.000 indbyggere i de afståede finske områder blev tvangsdeporterede til Finland. De afståede områder blev indlemmet i Leningrad oblast og Karelen i Sovjetunionen. Det karelske næs med byerne Vyborg (russisk: Vyborg (Выборг)) og Kexholm (russisk: Priozersk (Приозерск)) ligger i Leningrad oblast, mens Ladoga-Karelen med byen Sortavala (russisk: Sortavala (Сортавала)) ligger i Karelia.
De tilbageværende dele af Vyborgs len med byerne Kotka, Fredrikshamn og Villmanstrand blev 1945 omdøbt til Kymmene len.

## Kommuner i de afståede områder 1944
Nedenfor følger en alfabetisk oversigt over de kommuner i Vyborgs len, som blev afgivet til Rusland i 1944. I tabellen er opført svenske, finske og russiske navne. Listen over svenske navne følger den officielle arkivliste. Ældre svenske navne, som kan benyttes i historiske sammenhænge, findes i listen fra Svenska folkpartiets ortnamnskommitté. Traditionelle uofficielle svenske navne er ikke opført i tabellen. De russiske navne i Ladoga-Karelen er transkriptioner af de finske navne. På Det karelske næs blev de russiske navne tildelt i 1948–49 for alle byområder undtagen Vyborg.
Folketallet i kommunerne er hentet fra Finlands officiella statistik
, se.
| Svensk og dansk navn  | Finsk navn            | Russisk navn          | Folketal 1939 | Distrikt         |
| --------------------- | --------------------- | --------------------- | ------------- | ---------------- |
| Björkö                | Koivisto              | Primorsk              | 2.272         | Det karelske næs |
| Björkö landkommune    | Koivisto landkommune  | Primorsk landkommune  | 8.883         | Det karelske næs |
| Harlu                 | Harlu                 | Kharlu                | 7.828         | Ladoga-Karelen   |
| Heinjoki              | Heinjoki              | Vesjtsjovo            | 3.712         | Det karelske næs |
| Hiitola               | Hiitola               | Khijtola              | 8.265         | Ladoga-Karelen   |
| Hogland               | Suursaari             | Gogland               | 772           | Udøerne          |
| Impilahti             | Impilahti             | Impilakhti            | 14.399        | Ladoga-Karelen   |
| Jaakkima              | Jaakkima              | Jaakkima              | 8.503         | Ladoga-Karelen   |
| Jääski                | Jääski                | Lesogorskij           | 20.879        | Det karelske næs |
| Kanneljärvi           | Kanneljärvi           | Pobeda                | 3.805         | Det karelske næs |
| Kaukola               | Kaukola               | Sevastjanovo          | 4.201         | Det karelske næs |
| Kexholm               | Käkisalmi             | Priozersk             | 5.083         | Det karelske næs |
| Kexholm landkommune   | Käkisalmi landkommune | Priozersk landkommune | 5.575         | Det karelske næs |
| Kirvu                 | Kirvu                 | Svobodnoje            | 8.721         | Det karelske næs |
| Kivinebb              | Kivennapa             | Pervomajskoje         | 9.912         | Det karelske næs |
| Korpiselkä            | Korpiselkä            | Korpiselkä            | 3.584         | Ladoga-Karelen   |
| Kronoborg             | Kurkijoki             | Kurkijoki             | 10.032        | Ladoga-Karelen   |
| Kuolemajärvi          | Kuolemajärvi          | Pionerskoje           | 5.686         | Det karelske næs |
| Lahdenpohja           | Lahdenpohja           | Lakhdenpokhja         | 1.959         | Ladoga-Karelen   |
| Lavansaari            | Lavansaari            | Mosjtsjnyj            | 1.089         | Udøerne          |
| Lumivaara             | Lumivaara             | Lumivaara             | 5.239         | Ladoga-Karelen   |
| Metsäpirtti           | Metsäpirtti           | Zaporozjskoje         | 5.162         | Det karelske næs |
| Muolaa                | Muolaa                | Pravdino              | 11.959        | Det karelske næs |
| Nykyrka               | Uusikirkko            | Poljany               | 11.110        | Det karelske næs |
| Pyhäjärvi             | Pyhäjärvi             | Otradnoje             | 8.128         | Det karelske næs |
| Pälkjärvi             | Pälkjärvi             | Pälkjärvi             | 1.953         | Ladoga-Karelen   |
| Rautu                 | Rautu                 | Sosnovo               | 5.909         | Det karelske næs |
| Ruskeala              | Ruskeala              | Ruskeala              | 6.938         | Ladoga-Karelen   |
| Räisälä               | Räisälä               | Melnikovo             | 7.874         | Det karelske næs |
| Sakkola               | Sakkola               | Gromovo               | 6.395         | Det karelske næs |
| Salmi                 | Salmi                 | Salmi                 | 14.167        | Ladoga-Karelen   |
| Sankt Andree          | Antrea                | Kamennogorsk          | 8.772         | Det karelske næs |
| Sankt Johannes        | Johannes              | Sovetskij             | 10.303        | Det karelske næs |
| Seitskär              | Seiskari              | Seskar                | 688           | Udøerne          |
| Soanlahti             | Soanlahti             | Soanlakhti            | 3.106         | Ladoga-Karelen   |
| Sordavala             | Sortavala             | Sortavala             | 4.710         | Ladoga-Karelen   |
| Sordavala landkommune | Sortavala landkommune | Sortavala landkommune | 21.487        | Ladoga-Karelen   |
| Suistamo              | Suistamo              | Sujstamo              | 8.141         | Ladoga-Karelen   |
| Suojärvi              | Suojärvi              | Suojarvi              | 15.934        | Ladoga-Karelen   |
| Säkkijärvi            | Säkkijärvi            | Kondratjevo           | 8.685         | Det karelske næs |
| Terijoki              | Terijoki              | Zelenogorsk           | 7.913         | Det karelske næs |
| Tyterskär             | Tytärsaari            | Bolsjoj Tjuters       | 436           | Udøerne          |
| Vahviala              | Vahviala              | Jasjino               | 5.851         | Det karelske næs |
| Valkjärvi             | Valkjärvi             | Mitsjurinskoje        | 7.694         | Det karelske næs |
| Vyborg                | Viipuri               | Vyborg                | 74.403        | Det karelske næs |
| Vyborg landkommune    | Viipuri landkommune   | Vyborg landkommune    | 19.842        | Det karelske næs |
| Vuoksela              | Vuoksela              | Vuoksela              | 2.940         | Det karelske næs |
| Vuoksenranta          | Vuoksenranta          | Ozjorskoje            | 3.602         | Det karelske næs |
| Äyräpää               | Äyräpää               | Barysjevo             | 6.113         | Det karelske næs |
| Sum                   |                       |                       | 430.614       |                  |

Kommuner, som kun mistede en del af sit område, men som ellers bestod efter krigen:
Virolahti,
Ylämaa,
Lappee,
Nuijamaa,
Ruokolahti,
Rautjärvi,
Simpele,
Parikkala,
Saari,
Uukuniemi,
Kitee,
Tohmajärvi,
Värtsilä,
Ilomants.
Øvrige udøer i Finske Bugt som blev afgivet til Sovjetunionen:
Sommarö,
Nervö,
Rödskär.